# Магнус Эрикссон
Ма́гнус II Э́рикссон Смек (швед. Magnus Eriksson, прозвище по-шведски значит «Ласковый», 1316 — 1 декабря 1374) — король Швеции и Норвегии, внук Магнуса Ладулоса. Представитель династии Фолькунгов.

## Биография
В три года унаследовал норвежский престол и был избран на шведский. Финансы государства при Магнусе значительно ухудшились в результате роскошной жизни короля и его двора. Продвигая вперед людей незначительных, Магнус вызвал недовольство дворянства (1338); особенно сильно проявила себя оппозиция в Норвегии, где в 1343 году был избран королём его сын Хокон.
В 1332 году за 32 тыс. серебряных марок приобрёл у Дании Сконе, Блеклинге, Листер и остров Вен (Сконская сделка).
В 1344 году второй сын Магнуса был избран его наследником в Швеции. Неудачно закончились попытки Магнуса захватить Эстляндию и Ливонию. Стеснения, каким он подвергал немецких купцов, торговавших в Новгороде, привели к столкновению с ганзейцами. Посредником между королём и городами неоднократно выступал герцог Альбрехт Мекленбургский.
В 1348 году Магнус осадил и взял крепость Орешек, однако уже на следующий год новгородцы вернули её себе.
Чтобы пополнить казну, истощённую войнами, Магнус присвоил себе часть десятины, шедшей в Рим. Папа грозил ему за это отлучением. К недовольным дворянам присоединилось и духовенство. Во главе всех недовольных встал сын Магнуса, Эрик (1356). Королю пришлось в 1357 году поделить королевство со своим сыном.
Враждебные отношения между ними, однако, скоро возобновились; на этот раз Магнус нашёл союзника против Эрика в лице Вальдемара IV, короля Дании. Внезапная смерть Эрика сделала помощь Вальдемара излишней и Магнус отказался уступить ему ранее обещанные провинции. Это стало причиной войны, в которой успех склонялся на сторону Дании.
Сын Магнуса Хокон, чтобы положить конец войне, женился на дочери Вальдемара Маргарите; но этой женитьбой он восстановил против себя всю аристократию, настаивавшую на его браке с Елизаветой Голштинской. Недовольные сгруппировались около герцога Альбрехта Мекленбургского и провозгласили королём его сына. Альбрехт прибыл в Швецию в 1363 году, а в следующем году был торжественно избран в короли в Уппсале. Область за областью присягали новому королю; в 1365 году Магнус стал пленником Альбрехта и получил свободу лишь в 1371 году. Внутренние реформы Магнуса коснулись суда, крепостных отношений, земского мира и др.
Согласно шведским хроникам, утонул у берегов Норвегии близ Бергена в 1374 году. При этом его останки не были найдены, так что его захоронение в Швеции (и Норвегии) отсутствует.

## Магнус Эрикссон в древнерусской литературе
В древнерусском публицистическом сочинении «Рукописание Магнуша», написанном в начале XV века, рассказывается якобы от имени самого короля, что Магнус со своим войском совершил неудачный поход на Орехов. После этого на шведскую землю обрушились несчастья. Через несколько лет, когда Магнус отправился в Норвегию, его корабль потерпел кораблекрушение. Проведя несколько суток в бушующем море, король вместе со своими спутниками был подобран и спасён монахами обители Св. Спаса (вероятно, Валаамский монастырь), которые в его несчастии увидели промысел Божий. После всего пережитого Магнус обратился в православную веру и решил недолгий остаток своих дней посвятить Богу: он принял монашество (великую схиму) с именем Григорий. Будучи уже монахом, Магнус и написал завещание, обращённое ко всему шведскому народу, в котором наказывал никогда на Новгородские земли войной не ходить, церкви русские не разорять и с верой православной не враждовать. Вскоре после этого бывший король скончался. Текст этого «завещания» содержится в ряде новгородских летописей под 1352 годом (например, в Софийской первой летописи).
На старом братском кладбище Валаамского монастыря находится могила, в которой якобы покоятся останки Магнуса; надпись на надгробном камне гласит: «Схимонах Григорий, шведский король Магнус».